# Giovanni Battista Bussi (1656–1726)
Giovanni Battista Bussi (Viterbo, 2 de abril de 1657 – Roma, 23 de dezembro de 1726) foi um cardeal italiano.

## Biografia
Nasceu em Viterbo em 2 de abril de 1657. De família nobre. O mais novo dos sete filhos de Giovanni Battista Bussi e Eleonora Masciano. Seu primeiro nome também está listado como Giambattista. Foi para Roma na infância. Sobrinho-neto do cardeal Filippo Filonardi (1611). Tio do cardeal Pierfrancesco Bussi (1759). Tio-avô do cardeal Giovanni Battista Bussi (1824).
Educação inicial sob seu tio Mons. Lodovico Bussi; Universidade La Sapienza, Roma (doutorado in utroque iure, direito canônico e civil, 7 de maio de 1696).
Cônego da patriarcal basílica vaticana, setembro de 1695. Encarregado pelo Papa Inocêncio XII de cuidar dos enfermos no setor da Città Leonina durante a epidemia que afligiu Roma. Internúncio em Bruxelas entre setembro de 1698 e maio de 1705. Foi enviado à Holanda, 1702–1703, para restaurar a paz religiosa; ele removeu o vigário apostólico que tinha tendências jansenistas.
Eleito arcebispo titular de Tarso em 25 de junho de 1706. Nomeado núncio em Colônia de 6 de julho de 1706 até o final de 1712. Consagrado em 12 de setembro de 1706 em Colônia pelo cardeal Christian-August von Sachsen-Zeitz, bispo de Györ, assistido por Giulio Piazza, arcebispo titular de Rodi, e por Johann Werner von Veyder, bispo titular de Eleuterópolis. Administrador de Münster, 23 de outubro de 1706 a 1708, quando o bispo Franz-Arnold von Wolff-Metternich foi nomeado. Transferido para a sede de Ancona, com título pessoal de arcebispo, em 19 de fevereiro de 1710.
Criado cardeal e reservado in pectore no consistório de 18 de maio de 1712; publicado no consistório de 26 de setembro de 1712; recebeu o gorro vermelho e o título de S. Maria in Aracoeli, em 30 de janeiro de 1713. Participou do conclave de 1721, que elegeu o Papa Inocêncio XIII. Participou do conclave de 1724, que elegeu o Papa Bento XIII. Visitante do Santuário de Loreto no pontificado do Papa Bento XIII.
Morreu em Roma em 23 de dezembro de 1726, onde tinha ido assistir a uma canonização. Transferido para seu título, onde na noite de 25 de dezembro de 1726 foi cantada a vigília; no dia seguinte aconteceu a capella papalis. Sepultado nessa mesma igreja.